# Morpheus (logiciel)
Pour les articles homonymes, voir Morpheus.
Morpheus était un logiciel de partage de fichiers en pair-à-pair, apparu en 2001, basé sur le principe du pair-à-pair.
Son point fort venait du fait qu'il était capable de se connecter à de nombreux réseaux de partage : Gnutella, IMesh, eDonkey2000, Grokster, Gnutella G2 (dit Gnutella G2), LimeWire et, surtout, l'impressionnant FastTrack du logiciel Kazaa. Il avait aussi son propre réseau de partage : NEONet.
Dès le début des années 2000, StreamCast Networks (en), la société éditrice de ce logiciel s'est vu assignée en justice par les maisons d'éditions de l'industrie de la musique aux États-Unis et a dû se reconvertir pour proposer une offre légale pour tous. Elle a fermé en 2008.